# Lijst van planetoïden 76701-76800
| Naam          | Voorlopige naamgeving | Datum ontdekking | Locatie ontdekking | Ontdekker            |
| ------------- | --------------------- | ---------------- | ------------------ | -------------------- |
| (76701) -     | 2000 HQ87             | 27 april 2000    | Socorro            | LINEAR               |
| (76702) -     | 2000 HR87             | 27 april 2000    | Socorro            | LINEAR               |
| (76703) -     | 2000 HT87             | 27 april 2000    | Socorro            | LINEAR               |
| (76704) -     | 2000 HT88             | 29 april 2000    | Socorro            | LINEAR               |
| (76705) -     | 2000 HV89             | 29 april 2000    | Socorro            | LINEAR               |
| (76706) -     | 2000 HV92             | 29 april 2000    | Socorro            | LINEAR               |
| (76707) -     | 2000 HC94             | 29 april 2000    | Anderson Mesa      | LONEOS               |
| (76708) -     | 2000 HE101            | 25 april 2000    | Anderson Mesa      | LONEOS               |
| (76709) -     | 2000 HB103            | 27 april 2000    | Anderson Mesa      | LONEOS               |
| (76710) -     | 2000 HC105            | 28 april 2000    | Anderson Mesa      | LONEOS               |
| (76711) -     | 2000 JY2              | 3 mei 2000       | Socorro            | LINEAR               |
| (76712) -     | 2000 JX4              | 3 mei 2000       | Kitt Peak          | Spacewatch           |
| (76713) Wudia | 2000 JT8              | 6 mei 2000       | Ondřejov           | Ondřejov Observatory |
| (76714) -     | 2000 JZ9              | 5 mei 2000       | Socorro            | LINEAR               |
| (76715) -     | 2000 JK11             | 3 mei 2000       | Socorro            | LINEAR               |
| (76716) -     | 2000 JF12             | 5 mei 2000       | Socorro            | LINEAR               |
| (76717) -     | 2000 JP16             | 5 mei 2000       | Socorro            | LINEAR               |
| (76718) -     | 2000 JW16             | 5 mei 2000       | Socorro            | LINEAR               |
| (76719) -     | 2000 JJ18             | 2 mei 2000       | Socorro            | LINEAR               |
| (76720) -     | 2000 JJ19             | 4 mei 2000       | Socorro            | LINEAR               |
| (76721) -     | 2000 JW22             | 7 mei 2000       | Socorro            | LINEAR               |
| (76722) -     | 2000 JJ23             | 7 mei 2000       | Socorro            | LINEAR               |
| (76723) -     | 2000 JL23             | 7 mei 2000       | Socorro            | LINEAR               |
| (76724) -     | 2000 JT25             | 7 mei 2000       | Socorro            | LINEAR               |
| (76725) -     | 2000 JJ28             | 7 mei 2000       | Socorro            | LINEAR               |
| (76726) -     | 2000 JK28             | 7 mei 2000       | Socorro            | LINEAR               |
| (76727) -     | 2000 JE30             | 7 mei 2000       | Socorro            | LINEAR               |
| (76728) -     | 2000 JE36             | 7 mei 2000       | Socorro            | LINEAR               |
| (76729) -     | 2000 JZ39             | 7 mei 2000       | Socorro            | LINEAR               |
| (76730) -     | 2000 JA40             | 7 mei 2000       | Socorro            | LINEAR               |
| (76731) -     | 2000 JH46             | 7 mei 2000       | Socorro            | LINEAR               |
| (76732) -     | 2000 JZ53             | 6 mei 2000       | Socorro            | LINEAR               |
| (76733) -     | 2000 JG54             | 6 mei 2000       | Socorro            | LINEAR               |
| (76734) -     | 2000 JK54             | 6 mei 2000       | Socorro            | LINEAR               |
| (76735) -     | 2000 JN54             | 6 mei 2000       | Socorro            | LINEAR               |
| (76736) -     | 2000 JA55             | 6 mei 2000       | Socorro            | LINEAR               |
| (76737) -     | 2000 JG55             | 6 mei 2000       | Socorro            | LINEAR               |
| (76738) -     | 2000 JV59             | 7 mei 2000       | Socorro            | LINEAR               |
| (76739) -     | 2000 JV61             | 7 mei 2000       | Socorro            | LINEAR               |
| (76740) -     | 2000 JJ64             | 4 mei 2000       | Anderson Mesa      | LONEOS               |
| (76741) -     | 2000 JM65             | 6 mei 2000       | Socorro            | LINEAR               |
| (76742) -     | 2000 JN65             | 6 mei 2000       | Socorro            | LINEAR               |
| (76743) -     | 2000 JG66             | 6 mei 2000       | Socorro            | LINEAR               |
| (76744) -     | 2000 JZ68             | 1 mei 2000       | Anderson Mesa      | LONEOS               |
| (76745) -     | 2000 JE70             | 3 mei 2000       | Socorro            | LINEAR               |
| (76746) -     | 2000 JJ70             | 1 mei 2000       | Anderson Mesa      | LONEOS               |
| (76747) -     | 2000 JO72             | 2 mei 2000       | Anderson Mesa      | LONEOS               |
| (76748) -     | 2000 JS72             | 2 mei 2000       | Anderson Mesa      | LONEOS               |
| (76749) -     | 2000 JV73             | 2 mei 2000       | Anderson Mesa      | LONEOS               |
| (76750) -     | 2000 JX73             | 2 mei 2000       | Kitt Peak          | Spacewatch           |
| (76751) -     | 2000 JR79             | 5 mei 2000       | Socorro            | LINEAR               |
| (76752) -     | 2000 JB82             | 7 mei 2000       | Anderson Mesa      | LONEOS               |
| (76753) -     | 2000 JB83             | 7 mei 2000       | Socorro            | LINEAR               |
| (76754) -     | 2000 JQ83             | 6 mei 2000       | Socorro            | LINEAR               |
| (76755) -     | 2000 KD1              | 25 mei 2000      | Kitt Peak          | Spacewatch           |
| (76756) -     | 2000 KR2              | 26 mei 2000      | Socorro            | LINEAR               |
| (76757) -     | 2000 KU5              | 27 mei 2000      | Socorro            | LINEAR               |
| (76758) -     | 2000 KZ6              | 27 mei 2000      | Socorro            | LINEAR               |
| (76759) -     | 2000 KA9              | 28 mei 2000      | Socorro            | LINEAR               |
| (76760) -     | 2000 KY12             | 28 mei 2000      | Socorro            | LINEAR               |
| (76761) -     | 2000 KY13             | 28 mei 2000      | Socorro            | LINEAR               |
| (76762) -     | 2000 KH14             | 28 mei 2000      | Socorro            | LINEAR               |
| (76763) -     | 2000 KD18             | 28 mei 2000      | Socorro            | LINEAR               |
| (76764) -     | 2000 KE24             | 28 mei 2000      | Socorro            | LINEAR               |
| (76765) -     | 2000 KQ26             | 28 mei 2000      | Socorro            | LINEAR               |
| (76766) -     | 2000 KO29             | 28 mei 2000      | Socorro            | LINEAR               |
| (76767) -     | 2000 KG30             | 28 mei 2000      | Socorro            | LINEAR               |
| (76768) -     | 2000 KR31             | 28 mei 2000      | Socorro            | LINEAR               |
| (76769) -     | 2000 KC34             | 26 mei 2000      | Socorro            | LINEAR               |
| (76770) -     | 2000 KZ43             | 26 mei 2000      | Črni Vrh           | Črni Vrh             |
| (76771) -     | 2000 KG46             | 27 mei 2000      | Socorro            | LINEAR               |
| (76772) -     | 2000 KJ47             | 28 mei 2000      | Socorro            | LINEAR               |
| (76773) -     | 2000 KS53             | 26 mei 2000      | Anderson Mesa      | LONEOS               |
| (76774) -     | 2000 KS58             | 24 mei 2000      | Anderson Mesa      | LONEOS               |
| (76775) -     | 2000 KT58             | 24 mei 2000      | Anderson Mesa      | LONEOS               |
| (76776) -     | 2000 KU58             | 24 mei 2000      | Anderson Mesa      | LONEOS               |
| (76777) -     | 2000 KR59             | 25 mei 2000      | Anderson Mesa      | LONEOS               |
| (76778) -     | 2000 KZ60             | 25 mei 2000      | Anderson Mesa      | LONEOS               |
| (76779) -     | 2000 KA62             | 26 mei 2000      | Anderson Mesa      | LONEOS               |
| (76780) -     | 2000 KH64             | 26 mei 2000      | Anderson Mesa      | LONEOS               |
| (76781) -     | 2000 KU65             | 27 mei 2000      | Anderson Mesa      | LONEOS               |
| (76782) -     | 2000 KP67             | 31 mei 2000      | Anderson Mesa      | LONEOS               |
| (76783) -     | 2000 KH71             | 28 mei 2000      | Socorro            | LINEAR               |
| (76784) -     | 2000 KR71             | 28 mei 2000      | Socorro            | LINEAR               |
| (76785) -     | 2000 KL72             | 28 mei 2000      | Socorro            | LINEAR               |
| (76786) -     | 2000 LT9              | 6 juni 2000      | Socorro            | LINEAR               |
| (76787) -     | 2000 LC13             | 5 juni 2000      | Socorro            | LINEAR               |
| (76788) -     | 2000 LX13             | 6 juni 2000      | Socorro            | LINEAR               |
| (76789) -     | 2000 LG16             | 8 juni 2000      | Socorro            | LINEAR               |
| (76790) -     | 2000 LR19             | 8 juni 2000      | Socorro            | LINEAR               |
| (76791) -     | 2000 LQ24             | 1 juni 2000      | Socorro            | LINEAR               |
| (76792) -     | 2000 LR24             | 1 juni 2000      | Socorro            | LINEAR               |
| (76793) -     | 2000 LX26             | 5 juni 2000      | Anderson Mesa      | LONEOS               |
| (76794) -     | 2000 LY31             | 5 juni 2000      | Anderson Mesa      | LONEOS               |
| (76795) -     | 2000 LN32             | 4 juni 2000      | Socorro            | LINEAR               |
| (76796) -     | 2000 LT32             | 4 juni 2000      | Socorro            | LINEAR               |
| (76797) -     | 2000 LG36             | 1 juni 2000      | Haleakala          | NEAT                 |
| (76798) -     | 2000 NT4              | 7 juli 2000      | Socorro            | LINEAR               |
| (76799) -     | 2000 OR34             | 30 juli 2000     | Socorro            | LINEAR               |
| (76800) -     | 2000 OQ35             | 31 juli 2000     | Socorro            | LINEAR               |